# Kenia op de Olympische Zomerspelen 1964
Kenia nam deel aan de Olympische Zomerspelen 1964 in Tokio, Japan. Wilson Kiprugut schreef geschiedenis door de eerste medaille voor zijn land te winnen.

## Medailleoverzicht
| Sport    | Olympiër        | Onderdeel | Medaille |
| -------- | --------------- | --------- | -------- |
| Atletiek | Wilson Kiprugut | 800 m (m) | Brons    |

## Deelnemers en resultaten

### Atletiek
| Olympiër            | Onderdeel              | Resultaat | Prestatie                                                                        |
| ------------------- | ---------------------- | --------- | -------------------------------------------------------------------------------- |
| Serafino Antao      | 100m (m)               | 36e       | serie 6: 4de in 10,7                                                             |
| John Owiti          | 100m (m)               | 24e       | serie 4: 3de in 10,6 kwartfinale 2: 7de in 10,6                                  |
| Serafino Antao      | 200m (m)               | 29e       | serie 3: 2de in 21,5 kwartfinale 1: 8ste in 22,1                                 |
| Wilson Kiprugut     | 400m (m)               | 24e       | serie 7: 2de in 47,1 kwartfinale 3: 7de in 47,7                                  |
| Peter Francis       | 800m (m)               | 27e       | serie 3: 5de in 1.50,1                                                           |
| Wilson Kiprugut     | 800m (m)               | Brons     | serie 1: 1ste in 1.47,8 halve finale 2: 2de in 1.46,1 (OR) finale: 3de in 1.45,9 |
| Peter Francis       | 1500m (m)              | 10e       | serie 3: 1ste in 3.45,8 halve finale 2: 5de in 3.41,9                            |
| Peter Francis       | 5000m (m)              | 5e        | serie 4: 2de in 13.49,6 finale: 5de in 13.50,4                                   |
| Naftali Temu        | 10000m (m)             | DNF       | niet gefinisht                                                                   |
| Kimaru Songok       | 400m horden (m)        | 33e       | serie 3: 7de in 54,5                                                             |
| Benjamin Kogo       | 3000m steeplechase (m) | 18e       | serie 3: 5de in 8.51,0                                                           |
| Chrisantus Nyakwayo | marathon (m)           | 45e       | 2:38.38,6                                                                        |
| Andrew Soi          | marathon (m)           | DNF       | niet gefinisht                                                                   |
| Naftali Temu        | marathon (m)           | 49e       | 2:40.46,6                                                                        |
| Koech Kiprop        | tienkamp (m)           | 17e       | 6707 punten                                                                      |

### Boksen
| Olympiër        | Onderdeel   | Resultaat | Prestatie                                                                                       |
| --------------- | ----------- | --------- | ----------------------------------------------------------------------------------------------- |
| John Kamau      | -51kg (m)   | 9e        | 1ste ronde: W van HUN Papp: 3-2 2de ronde: V van POL Olech: 0-5                                 |
| Philip Waruinge | -57kg (m)   | 9e        | 1ste ronde: W van PAN Frazer: scheidsrechterlijke beslissing 2de ronde: V van GER Schulz: 0-5   |
| Alex Oundo      | -60kg (m)   | 9e        | 1ste ronde: W van ITA Arcari: scheidsrechterlijke beslissing 2de ronde: V van POL Grudzień: 1-4 |
| John Olulu      | -63,5kg (m) | 17e       | 1ste ronde: W van MEX Zazueta: 5-0 2de ronde: V van TCH Kučera: 0-5                             |
| Gichere Gakungu | -67kg (m)   | 17e       | 1ste ronde: V van NGR Alimi: 2-3                                                                |

### Hockey
| Olympiër | Onderdeel | Resultaat | Prestatie |
| --- | --------- | --------- | --- |
| Saude George Anthony Vaz Avtar Singh Sohal Santokh Singh Matharu Surjeet Singh Panesar Silvester Fernandes Hilary Fernandes Edgar Fernandes Egbert Fernandes Reynold D'Souza Alu Mendonca John Simonian Krishnan Kumar Aggarwal Amar Singh Mangat Leo Fernandes Tejparkash Singh Brar | mannen    | 6e        | groep A: 3de G van Zuid-Rhodesië: 0-0 V van Pakistan: 2-5 W van Nieuw-Zeeland: 3-2 W van Australië: 1-0 V van Japan: 0-2 W van Groot-Brittannië: 1-0 5-8ste plek: W van Nederland: 3-1 5-6de plek: V van Duitsland: 0-3 |

| Groep A |                  |             |             |             |             |            |            |            |        |
| #       | Land             | Wedstrijden | Wedstrijden | Wedstrijden | Wedstrijden | Doelpunten | Doelpunten | Doelpunten | Punten |
| #       | Land             | G           | W           | G           | V           | V          | T          | Saldo      | Punten |
| 1       | Pakistan         | 6           | 6           | 0           | 0           | 17         | 3          | +14        | 12     |
| 2       | Australië        | 6           | 4           | 0           | 2           | 16         | 5          | +11        | 8      |
| 3       | Kenia            | 6           | 3           | 1           | 2           | 7          | 9          | -2         | 7      |
| 4       | Japan            | 6           | 3           | 0           | 3           | 6          | 6          | 0          | 6      |
| 5       | Groot-Brittannië | 6           | 2           | 0           | 4           | 5          | 12         | -7         | 4      |
| 6       | Zuid-Rhodesië    | 6           | 1           | 1           | 4           | 4          | 16         | -12        | 3      |
| 7       | Nieuw-Zeeland    | 6           | 1           | 0           | 5           | 6          | 10         | -4         | 2      |

| Ronde       | Datum | Plaats        | Land | Score            | Land |
| ----------- | ----- | ------------- | ---- | ---------------- | ---- |
| Groepsfase  |       |               |      |                  |      |
| 11 oktober  | Tokio | Zuid-Rhodesië | 0-0  | Kenia            |      |
| 12 oktober  | Tokio | Pakistan      | 5-2  | Kenia            |      |
| 13 oktober  | Tokio | Kenia         | 3-2  | Nieuw-Zeeland    |      |
| 15 oktober  | Tokio | Kenia         | 1-0  | Australië        |      |
| 16 oktober  | Tokio | Japan         | 2-0  | Kenia            |      |
| 18 oktober  | Tokio | Kenia         | 1-0  | Groot-Brittannië |      |
| 5-8ste plek |       |               |      |                  |      |
| 21 oktober  | Tokio | Kenia         | 3-1  | Nederland        |      |
| 5-6de plek  |       |               |      |                  |      |
| 22 oktober  | Tokio | Kenia         | 0-3  | Duitsland        |      |

### Schietsport
| Olympiër             | Onderdeel               | Resultaat | Prestatie  |
| -------------------- | ----------------------- | --------- | ---------- |
| Nigel Vernon-Roberts | 50m geweer liggend (m)  | 71e       | 570 punten |
| Michael Horner       | 50m pistool (m)         | 36e       | 524 punten |
| Leonard Bull         | 25m snelvuurpistool (m) | 44e       | 553 punten |
| Alan Handford-Rice   | 25m snelvuurpistool (m) | 51e       | 515 punten |

### Zeilen
| Olympiër    | Onderdeel | Resultaat | Prestatie                        |
| ----------- | --------- | --------- | -------------------------------- |
| Peter Cooke | finn      | 24e       | 1867 punten: (13-12-24-28-26-26) |

Afghanistan · Algerije · Argentinië · Australië · Bahama's · België · Bermuda · Birma · Bolivia · Brazilië · Brits-Guiana · Bulgarije · Cambodja · Canada · Ceylon · Chili · Colombia · Congo-Brazzaville · Costa Rica · Cuba · Denemarken · Dominicaanse Republiek · Duits eenheidsteam · Ethiopië · Filipijnen · Finland · Frankrijk · Ghana · Griekenland · Groot-Brittannië · Hongarije · Hongkong · Ierland · IJsland · India · Irak · Iran · Israël · Italië · Ivoorkust · Jamaica · Japan · Joegoslavië · Kameroen · Kenia · Libanon · Liberia · Libië · Liechtenstein · Luxemburg · Madagaskar · Maleisië · Mali · Marokko · Mexico · Monaco · Mongolië · Nederland · Nederlandse Antillen · Nepal · Nieuw-Zeeland · Niger · Nigeria · Noord-Rhodesië · Noorwegen · Oeganda · Oostenrijk · Pakistan · Panama · Peru · Polen · Portugal · Puerto Rico · Roemenië · Senegal · Sovjet-Unie · Spanje · Taiwan · Tanganyika · Thailand · Trinidad en Tobago · Tsjaad · Tsjecho-Slowakije · Tunesië · Turkije · Uruguay · Venezuela · Verenigde Arabische Republiek · Verenigde Staten · Vietnam · Zuid-Korea · Zuid-Rhodesië · Zweden · Zwitserland